# 大场公墓
大场公墓，位于今上海市宝山区大场镇的一座公墓，已经拆除。

## 历史
1936年，大场公墓建成，为国立公墓。1949年时，公墓由施吴氏负责。1953年，静安寺公墓迁葬大场公墓。1956年，公墓改为国营。1958年，虹桥公墓、八仙桥公墓迁来合并。文化大革命期间，公墓被毁。

## 布局
大场公墓分天、地、玄、黄四个区域，天字葬6尺墓穴面积，收米2担半，其他区域4尺以下，收米一担，后统收每穴150元。

## 安葬名人
大场公墓原有五卅运动顾正红、郁华、柔石等烈士墓，龙华二十四烈士欧阳立安、冯铿、伍仲文、李文等的烈士墓，以及第二次国共内战中陣亡的325座解放军烈士墓等。1967年，上海市烈士陵园筹建，原安葬在虹桥、江湾、大场等公墓的烈士遗骸迁葬至上海市烈士陵园。

## 遗迹
公墓被毁后，原址建有上海宝华金属冶炼厂、虹强灯具玻璃厂等。现已全部拆迁，原址为金属材料仓储区。原设施遗留有拱门一座。“大场公墓遗址”被公布为宝山区文物保护点，登记地址为“大场镇东方红村南大路18弄1～2号南对面”。